# Женская сборная Доминиканской Республики по волейболу
Женская национальная сборная Доминиканской Республики по волейболу (исп. Selección femenina de voleibol de la República Dominicana) — представляет Доминиканскую Республику на международных волейбольных соревнованиях. Управляющей организацией выступает Доминиканская конфедерация волейбола (исп. Confederación Dominicana de Voleibol — CODOVOLI).

## История
Волейбол в Доминиканской Республике появился в 1916 году благодаря военнослужащим морской пехоты США, познакомившим местных жителей с новой игрой. В 1934 мужская и женская сборные страны участвовали в международном турнире стран Карибского бассейна, прошедшего в столице Гаити Порт-о-Пренсе.
На официальную международную арену женская сборная Доминиканской Республики впервые вышла в декабре 1946 года в ходе III Центральноамериканских и Карибских игр, проходивших в Барранкилье (Колумбия). В женском волейбольном турнире игр доминиканские волейболистки уверенно заняли первое место, обыграв сборные Пуэрто-Рико, Мексики и Венесуэлы.
В 1955 году была образована независимая Доминиканская федерация волейбола, в том же году вступившая в ФИВБ.
В 1974 сборная Доминиканской Республики впервые стала участницей чемпионата мира, проходившего в Мексике. На первой групповой стадии соревнований доминиканские волейболистки с одинаковым счётом 0:3 уступили командам СССР и ГДР и «всухую» переиграли голландок. В двух классификационных раундах доминиканки одержали три победы (над сборными ФРГ, Багамских Островов и Пуэрто-Рико) и четырежды проиграли (Бразилии, Чехословакии, ФРГ и Франции). Итогом стало лишь 21-е место среди 23-х участвовавших в турнире команд. На следующее мировое первенство, проводившееся в 1978 году в СССР, сборная Доминиканской Республики вновь смогла квалифицироваться, но итоговый результат был ненамного лучше, чем показанный четырьмя годами ранее — 19-е место.
В последующие почти 20 лет на международной арене женская национальная команда Доминиканской Республики держалась весьма скромно. Ни на Олимпийские игры, ни на чемпионаты мира сборной пробиться не удавалось, а в соревнованиях на американском континенте все её медальные достижения были связаны только с выступлением на Играх стран Центральной Америки и Карибского бассейна.
К концу 1990-х ситуация стала меняться. На проходившем в 1997 году в Пуэрто-Рико чемпионате NORCECA доминиканские волейболистки впервые стали призёрами, обыграв в матче за бронзовые медали сборную Канады 3:1 и пропустив вперёд себя лишь две сильнейшие национальные команды континента — сборные Кубы и США. С этого времени команда Доминиканской Республики лишь раз (в 1999) осталась без медалей североамериканского континентального первенства, прочно войдя в число сильнейших в своём регионе.
В 1998 году доминиканская национальная команда после 20-летнего перерыва вновь была среди участников чемпионата мира и даже сумела пробиться во второй групповой раунд, обыграв на предварительной стадии в стартовом туре сборную Германии в пяти партиях, но затем, потерпев пять поражений подряд, разделила 9—10-е итоговые места с волейболистками Болгарии. Во всех последующих мировых первенствах сборная Доминиканской Республики неизменно принимала участие, но в итоговой классификации оказывалась лишь в середине или конце второго десятка команд.

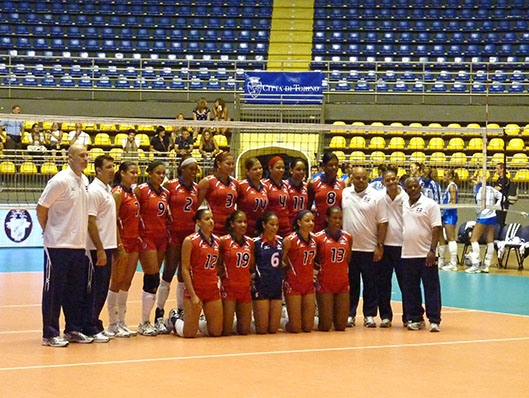
Женская сборная Доминиканской Республики. 2011 год

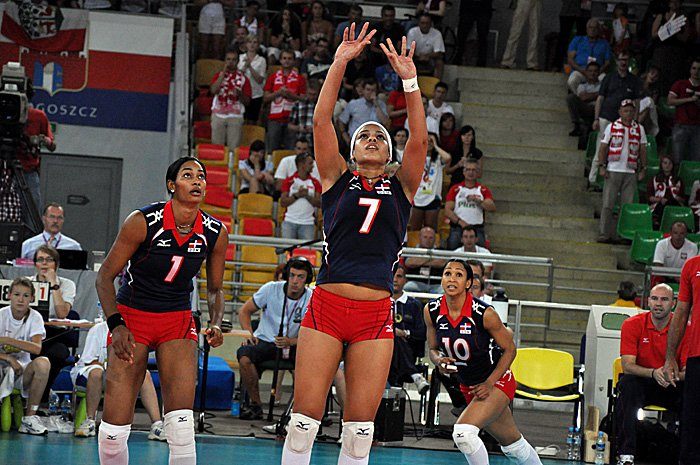
Аннерис Варгас, Ниверка Марте и Милагрос Кабраль в матче против сборной США за 3-е место на Панамериканских играх 2011

В 2003 году на проходивших у себя в стране Панамериканских играх команда Доминиканской Республики неожиданно для многих стала победителем. В полуфинале женского волейбольного турнира доминиканки в пяти партиях переиграли сборную Бразилии, а в финале в упорнейшей борьбе сломили сопротивление и национальной команды Кубы.
Через год после этого успеха состоялся олимпийский дебют сборной Доминиканской Республики. На проходившем в Афинах олимпийском волейбольном турнире среди женщин доминиканские волейболистки на предварительной стадии одержали одну победу над командой США и четырежды проиграли сборным России, Китая, Кубы и Германии, не сумев тем самым преодолеть барьер группового этапа.
В 2008 сборную Доминиканской Республики возглавил бразильский тренер Маркос Квик и под его руководством через год доминиканские волейболистки впервые в своей истории стали чемпионками NORCECA. Одолев в полуфинале сборную США со счётом 3:2, в финале доминиканская команда с тем же счётом оказалась сильнее хозяек первенства — волейболисток Пуэрто-Рико. Лучшим игроком турнира признана доминиканка Присилья Ривера. В ноябре того же 2009 года сборная Доминиканской Республики выиграла бронзовые медали Всемирного Кубка чемпионов.
Стиль игры Доминиканской национальной команды во многом копирует манеру сборной Кубы лучших её времён и базируется на высоком уровне атлетической подготовки волейболисток. В последние годы сборная Доминиканской Республики вытеснила со второй строчки континентального рейтинга переживающую сложные времена кубинскую сборную и пытается на равных соперничать с нынешним лидером североамериканского женского волейбола — командой США. С середины 2000-х женский доминиканский волейбол выдвинул целую группу игроков высокого уровня, востребованных в сильнейших клубах мира. Среди лидеров сборной прежде всего необходимо отметить одну из сильнейших либеро мирового волейбола Бренду Кастильо, а также таких волейболисток как Присилья Ривера, Аннерис Варгас, Милагрос Кабраль, Бетания де ла Крус, Косирис Родригес и других.
Чемпионат мира 2014 года в Италии принёс сборной Доминиканской Республики наилучший результат за всё время участия в соревнованиях высшего мирового уровня. Островитянки сумели добраться до 3-го группового этапа, одержав на первых двух 7 побед в 9 матчах. Тем самым доминиканские волейболистки вошли в шестёрку лучших национальных команд первенства мира. Кроме этого сборная Доминиканской Республики была в шаге и от выхода в полуфинал, но ведя в матче с будущим финалистом — сборной Китая — после двух сетов 2:0, всё же не удержала победу.
В 2019 году сборная Доминиканской Республики стала победителем двух континентальных соревнований — волейбольного турнира Панамериканских игр и чемпионата NORCECA. В финале континентального первенства доминиканские волейболистки в пяти сетах переиграли фаворита чемпионата — сборную США.
В 2021 году сборная Доминиканской Республики вновь вышла победителем двух континентальных турниров — чемпионата NORCECA и Панамериканского Кубка. 
В 2023 году доминиканские волейболистки в четвертый раз в своей истории (и в 3-й раз подряд) взяли «золото» континентального чемпионата, затем уверенно выиграли олимпийскую путёвку, заняв в своей группе квалификационного турнира первое место, а завершили сезон сборных победой на Панамериканских играх.

## Результаты выступлений и составы

### Олимпийские игры
| - 1964 — не участвовала - 1968 — не участвовала - 1972 — не участвовала - 1976 — не квалифицировалась - 1980 — не квалифицировалась - 1984 — не квалифицировалась - 1988 — не участвовала - 1992 — не квалифицировалась | - 1996 — не квалифицировалась - 2000 — не квалифицировалась - 2004 — 11—12-е место - 2008 — не квалифицировалась - 2012 — 5—8-е место - 2016 — не квалифицировалась - 2020 — 5—8-е место - 2024 — 5—8-е место |

- 2004: Аннерис Варгас Вальдес, Юделкис Баутиста, Эвелин Каррера Ричардо, Алехандра Касо Сьерра, София Мерседес Эредиа, Хуана Гонсалес Санчес, Милагрос Кабраль де ла Крус, Хуана Савиньон Перес, Франсия Джэксон Кабрера, Присилья Ривера Бренс, Косирис Родригес Андино, Кения Морета Перес. Тренер — Хорхе Гарбей.
- 2012: Аннерис Варгас Вальдес, Лисвель Эве Мехия, Бренда Кастильо, Ниверка Марте Фрика, Кандида Ариас Перес, Сидарка Нуньес, Милагрос Кабраль де ла Крус, Карла Эченике Медина, Синди Рондон Мартинес, Присилья Ривера Бренс, Джина Мамбру Касилья, Бетания де ла Крус де Пенья. Тренер — Маркос Квик.
- 2020: Аннерис Варгас Вальдес, Лисвель Эве Мехия, Бренда Кастильо, Камиль Домингес Мартинес, Ниверка Марте Фрика, Присилья Ривера Бренс, Йонкайра Пенья Исабель, Бетания де ла Крус де Пенья, Брайелин Мартинес, Джинейри Мартинес, Гайла Гонсалес Лопес, Ларисмер Мартинес Каро. Тренер — Маркос Квик.
- 2024: Кандида Ариас Перес, Бренда Кастильо, Ариана Родригес Фунг, Ниверка Марте Фрика, Алондра Тапия Крус, Жеральдин Гонсалес, Мадлен Гильен Паредес, Йонкайра Пенья Исабель, Бетания де ла Крус де Пенья, Брайелин Мартинес, Джинейри Мартинес, Гайла Гонсалес Лопес. Тренер — Маркос Квик.

### Чемпионаты мира
| - 1952 — не участвовала - 1956 — не участвовала - 1960 — не участвовала - 1962 — не участвовала - 1967 — не участвовала - 1970 — не участвовала - 1974 — 21-е место - 1978 — 19-е место - 1982 — не квалифицировалась - 1986 — не квалифицировалась | - 1990 — не квалифицировалась - 1994 — не квалифицировалась - 1998 — 9—10-е место - 2002 — 13—16-е место - 2006 — 17—20-е место - 2010 — 17—20-е место - 2014 — 5—6-е место - 2018 — 9—10-е место - 2022 — 11-е место |

- 1998: Аннерис Варгас Вальдес, Юделкис Баутиста, Анхель Колон Флор, Беренисе Реституйо Луис, София Мерседес Эредиа, Индис Новас Гусман, Нурис Ариас Донье, Милагрос Кабраль де ла Крус, Хуана Гонсалес Санчес, Франсия Джэксон Кабрера, Косирис Родригес Андино, Джисселинет Рапосо. Тренер — Хорхе Перес Вето.
- 2002: Юделкис Баутиста, Эвелин Карреро Ричардо, Луси Суасо Перес, Аннерис Варгас Вальдес, Индис Новас Гусман, Нурис Ариас Донье, Милагрос Кабраль де ла Крус, Франсия Джэксон Кабрера, Франсиска Дуарте, Косирис Родригес Андино, Кения Морета Перес, Карла Эченике Медина. Тренер — Хорхе Перес Вето.
- 2006: Аннерис Варгас Вальдес, Юделкис Баутиста, Эвелин Карреро Ричардо, Кармен Касо Сьерра, Нурис Ариас Донье, Милагрос Кабраль де ла Крус, Хуана Гонсалес Санчес, Карла Эченике Медина, Синди Рондон Мартинес, Присилья Ривера Бренс, Косирис Родригес Андино, Бетания де ла Крус де Пенья. Тренер — Беато Мигель Крус.
- 2010: Аннерис Варгас Вальдес, Даяна Бургос Эррера, Лисвель Эве Мехия, Бренда Кастильо, Кармен Касо Сьерра, Ниверка Марте Фрика, Кандида Ариас Перес, Сидарка Нуньес, Милагрос Кабраль де ла Крус, Карла Эченике Медина, Синди Рондон Мартинес, Присилья Ривера Бренс, Бетания де ла Крус де Пенья, Ана Йоркира Бинет Стефенс. Тренер — Маркос Квик.
- 2014: Аннерис Варгас Вальдес, Марианне Ферсола Норберто, Бренда Кастильо, Ниверка Марте Фрика, Кандида Ариас Перес, Росалин Анхелес Рохас, Присилья Ривера Бренс, Йонкайра Пенья Исабель, Джина Мамбру Касилья, Бетания де ла Крус де Пенья, Ана Йоркира Бинет Стефенс, Брайелин Мартинес. Тренер — Маркос Квик.
- 2018: Аннерис Варгас Вальдес, Лисвель Эве Мехия, Бренда Кастильо, Камиль Домингес Мартинес, Ниверка Марте Фрика, Кандида Ариас Перес, Присилья Ривера Бренс, Йонкайра Пенья Исабель, Джина Мамбру Касилья, Бетания де ла Крус де Пенья, Брайелин Мартинес, Джинейри Мартинес, Гайла Гонсалес Лопес, Ларисмер Мартинес Каро. Тренер — Маркос Квик.
- 2022: Янейрис Родригес Дуран, Бренда Кастильо, Камиль Домингес Мартинес, Ниверка Марте Фрика, Кандида Ариас Перес, Анхелика Инохоса Диас, Маделин Гильен Паредес, Йонкайра Пенья Исабель, Бетания де ла Крус де Пенья, Брайелин Мартинес, Джинейри Мартинес, Гайла Гонсалес Лопес, Жеральдин Гонсалес, Ларисмер Мартинес Каро. Тренер — Маркос Квик.

### Кубок мира
В розыгрышах Кубка мира 1973—1999 сборная Доминиканской Республики участия не принимала.
- 2003 — 10-е место
- 2007 — 9-е место
- 2011 — 8-е место
- 2015 — 7-е место
- 2019 — 7-е место

- 2003: Аннерис Варгас Вальдес, Росалин Анхелес Рохас, Юделкис Баутиста, Эвелин Карреро Ричардо, София Мерседес Эредиа, Нурис Ариас Донье, Милагрос Кабраль де ла Крус, Хуана Гонсалес Санчес, Франсия Джэксон Кабрера, Присилья Ривера Бренс, Косирис Родригес Андино, Кения Морета Перес. Тренер — Хорхе Гарбей.
- 2007: Лисвель Эве Мехия, Сидарка Нуньес, Бренда Кастильо, Кармен Касо Сьерра, Джиннетт дель Росарио Сельмо, Джина дель Росарио Сельмо, Нурис Ариас Донье, Милагрос Кабраль де ла Крус, Карла Эченике Медина, Синди Рондон Мартинес, Косирис Родригес Андино, Бетания де ла Крус де Пенья. Тренер — Беато Мигель Крус.
- 2011: Даяна Бургос Эррера, Лисвель Эве Мехия, Бренда Кастильо, Кармен Касо Сьерра, Ниверка Марте Фрика, Кандида Ариас Перес, Милагрос Кабраль де ла Крус, Жоселина Родригес Сантос, Карла Эченике Медина, Синди Рондон Мартинес, Присилья Ривера Бренс, Бетания де ла Крус де Пенья, Ана Йоркира Бинет Стефенс, Брайелин Мартинес. Тренер — Маркос Квик.
- 2015: Аннерис Варгас Вальдес, Марианна Ферсола Норберто, Бренда Кастильо, Камиль Домингес Мартинес, Ниверка Марте Фрика, Эрасма Морено Мартинес, Присилья Ривера Бренс, Йонкайра Пенья Исабель, Джина Мамбру Касилья, Ана Йоркира Бинет Стефенс, Брайелин Мартинес, Джинейри Мартинес. Тренер — Маркос Квик.
- 2019: Аннерис Варгас Вальдес, Янейрис Родригес Дуран, Лисвель Эве Мехия, Камиль Домингес Мартинес, Ниверка Марте Фрика, Кандида Ариас Перес, Присилья Ривера Бренс, Йонкайра Пенья Исабель, Джина Мамбру Касилья, Бетания де ла Крус де Пенья, Брайелин Мартинес, Джинейри Мартинес, Гайла Гонсалес Лопес, Ларисмер Мартинес Каро. Тренер — Маркос Квик.

### Всемирный Кубок чемпионов
В розыгрыши Кубка 1993—2005 и 2017 сборная Доминиканской Республики не квалифицировалась.
- 2009 —  3-е место
- 2013 — 6-е место

- 2009: Аннерис Варгас Вальдес, Даяна Бургос Эррера, Лисвель Элиса Эве-Кастильо, Бренда Кастильо, Кармен Касо Сьерра, Ниверка Марте Фрика, Кандида Ариас Перес, Милагрос Кабраль де ла Крус, Жоселина Родригес Сантос, Карла Эченике Медина, Присилья Ривера Бренс, Джина Мамбру Касилья. Тренер — Маркос Квик.
- 2013: Аннерис Варгас Вальдес, Винифер Фернандес Перес, Марианне Ферсола Норберто, Бренда Кастильо, Ниверка Марте Фрика, Кандида Ариас Перес, Жоселина Родригес Сантос, Карла Эченике Медина, Присилья Ривера Бренс, Йонкайра Пенья Исабель, Джина Мамбру Касилья, Бетания де ла Крус де Пенья, Ана Йоркира Бинет Стефенс, Брайелин Мартинес. Тренер — Маркос Квик.

### Гран-при
В розыгрышах Гран-при 1993—2003 сборная Доминиканской Республики участия не принимала.
- 2004 — 12-е место
- 2005 — 11-е место
- 2006 — 8-е место
- 2007 — 11-е место
- 2008 — 9-е место
- 2009 — 11-е место
- 2010 — 8-е место
- 2011 — 12-е место
- 2012 — 12-е место
- 2013 — 10-е место
- 2014 — 13-е место
- 2015 — 12-е место
- 2016 — 13-е место (1-е во 2-м дивизионе)
- 2017 — 8-е место

### Лига наций
- 2018 — 14-е место
- 2019 — 8-е место
- 2021 — 6-е место
- 2022 — 9-е место
- 2023 — 11-е место
- 2024 — 11-е место
- 2025 — 12-е место

- 2018: Аннерис Варгас Вальдес, Винифер Фернандес Перес, Лисвель Эве Мехия, Камиль Домингес Мартинес, Ниверка Марте Фрика, Кандида Ариас Перес, Наталия Мартинес, Жоселина Родригес Сантос, Йонкайра Пенья Исабель, Ана Йоркира Бинет Стефенс, Брайелин Мартинес, Джинейри Мартинес, Гайла Гонсалес Лопес, Виелка Перальта Луна. Тренер — Маркос Квик.
- 2019: Винифер Фернандес, Лисвель Эве Мехия, Ниверка Марте Фрика, Кандида Ариас Перес, Марифранчи Родригес, Йокати Перес Флорес, Присилья Ривера Бренс, Йонкайра Пенья Исабель, Бетания де ла Крус де Пенья, Брайелин Мартинес, Джинейри Мартинес, Эрасма Морено Мартинес, Гайла Гонсалес Лопес, Ларисмер Мартинес Каро. Тренер — Маркос Квик.
- 2021: Аннерис Варгас Вальдес, Лисвель Эве Мехия, Бренда Кастильо, Камиль Домингес Мартинес, Ниверка Марте Фрика, Марифранчи Родригес, Йокати Перес Флорес, Присилья Ривера Бренс, Йонкайра Пенья Исабель, Джина Мамбру Касилья, Бетания де ла Крус де Пенья, Брайелин Мартинес, Джинейри Мартинес, Гайла Гонсалес Лопес, Ларисмер Мартинес Каро. Тренер — Маркос Квик.

### Чемпионат NORCECA по волейболу
| - 1969 — не участвовала - 1971 — не участвовала - 1973 — 5-е место - 1975 — 5-е место - 1977 — 4-е место - 1979 — 5-е место - 1981 — 5-е место - 1983 — 6-е место - 1985 — 5-е место - 1987 — не участвовала - 1989 — 5-е место - 1991 — 5-е место - 1993 — 6-е место | - 1995 — 4-е место - 1997 — 3-е место - 1999 — 4-е место - 2001 — 3-е место - 2003 — 3-е место - 2005 — 3-е место - 2007 — 3-е место - 2009 — 1-е место - 2011 — 2-е место - 2013 — 2-е место - 2015 — 2-е место - 2019 — 1-е место - 2021 — 1-е место - 2023 — 1-е место |

- 2003: Аннерис Варгас Вальдес, Юделкис Баутиста, Нурис Ариас Донье, Милагрос Кабраль де ла Крус, Косирис Родригес Андино, Эвелин Каррера Ричардо, Франсия Джэксон Кабрера, … Тренер — Хорхе Гарбей.
- 2005: Аннерис Варгас Вальдес, Юделкис Баутиста, Даяна Бургос Эррера, Алехандра Касо Сьерра, София Мерседес Эредиа, Хуана Гонсалес Санчес, Карла Эченике Медина, Синди Рондон Мартинес, Присилья Ривера Бренс, Косирис Родригес Андино, Кения Морета Перес, Бетания де ла Крус де Пенья. Тренер — Франсиско Крус Хименес.
- 2007: Лисвель Эве Мехия, Сидарка Нуньес, Бренда Кастильо, Кармен Касо Сьерра, Джина дель Росарио Сельмо, Милагрос Кабраль де ла Крус, Ирис Сантос, Синди Рондон Мартинес, Жоселина Родригес Сантос, Косирис Родригес Андино, Бетания де ла Крус де Пенья. Тренер — Беато Мигель Крус.
- 2009: Аннерис Варгас Вальдес, Лисвель Эве Мехия, Бренда Кастильо, Ана Йоркира Бинет Стефенс, Ниверка Марте Фрика, Кандида Ариас Перес, Милагрос Кабраль де ла Крус, Жоселина Родригес Сантос, Карла Эченике Медина, Присилья Ривера Бренс, Джина Мамбру Касилья, Бетания де ла Крус де Пенья. Тренер — Маркос Квик.
- 2011: Аннерис Варгас Вальдес, Даяна Бургос Эррера, Бренда Кастильо, Ниверка Марте Фрика, Кандида Ариас Перес, Сидарка Нуньес, Милагрос Кабраль де ла Крус, Карла Эченике Медина, Синди Рондон Мартинес, Присилья Ривера Бренс, Бетания де ла Крус де Пенья, Ана Йоркира Бинет Стефенс. Тренер — Маркос Квик.
- 2013: Аннерис Варгас Вальдес, Марианне Ферсола Норберто, Бренда Кастильо, Ниверка Марте Фрика, Кандида Ариас Перес, Карла Эченике Медина, Присилья Ривера Бренс, Йонкайра Пенья Исабель, Джина Мамбру Касилья, Бетания де ла Крус де Пенья, Ана Йоркира Бинет Стефенс, Брайелин Мартинес. Тренер — Маркос Квик.
- 2015: Аннерис Варгас Вальдес, Винифер Фернандес, Лисвель Эве Мехия, Марианна Ферсола Норберто, Бренда Кастильо, Камиль Домингес, Ниверка Марте Фрика, Эрасма Морено, Гайла Гонсалес Ривера, Йонкайра Пенья Исабель, Джина Мамбру Касилья, Ана Йоркира Бинет Стефенс, Брайелин Мартинес, Джинейри Мартинес. Тренер — Маркос Квик.
- 2019: Аннерис Варгас Вальдес, Янейрис Родригес Дуран, Лисвель Эве Мехия, Камиль Домингес Мартинес, Ниверка Марте Фрика, Кандида Ариас Перес, Присилья Ривера Бренс, Йонкайра Пенья Исабель, Джина Мамбру Касилья, Бетания де ла Крус де Пенья, Брайелин Мартинес, Джинейри Мартинес, Гайла Гонсалес Лопес, Ларисмер Мартинес Каро. Тренер — Маркос Квик.
- 2021: Янейрис Родригес Дуран, Ниверка Марте Фрика, Анхелика Инохоса Диас, Жеральдин Гонсалес, Йокати Перес Флорес, Мадлен Гильен Паредес, Присилья Ривера Бренс, Мариэла Хименес, Йонкайра Пенья Исабель, Бетания де ла Крус де Пенья, Джинейри Мартинес, Гайла Гонсалес Лопес, Виелка Перальта Луна, Ларисмер Мартинес Каро. Тренер — Маркос Квик.
- 2023: Кандида Ариса Перес, Янейрис Родригес Дуран, Лисвель Эве Мехия, Виелка Перальта Луна, Бренда Кастильо, Ниверка Марте Фрика, Жеральдин Гонсалес, Йокати Перес Флорес, Мадлен Гильен Паредес, Йонкайра Пенья Исабель, Бетания де ла Крус де Пенья, Брайелин Мартинес, Джинейри Мартинес, Гайла Гонсалес Лопес. Тренер — Маркос Квик.

### Панамериканские игры
| - 1955 — 4-е место - 1959 — не участвовала - 1963 — не участвовала - 1967 — не участвовала - 1971 — не участвовала - 1975 — не участвовала - 1979 — 6-е место - 1983 — не участвовала - 1987 — не участвовала | - 1991 — не участвовала - 1995 — не участвовала - 1999 — 4-е место - 2003 — 1-е место - 2007 — 5-е место - 2011 — 4-е место - 2015 — 3-е место - 2019 — 1-е место - 2023 — 1-е место |

- 2003: Росалин Анхелес Рохас, Нурис Ариас Донье, Юделкис Баутиста, Милагрос Кабраль де ла Крус, Эвелин Каррера Ричардо, Алехандра Касо Сьерра, Франсия Джэксон Кабрера, София Мерседес Эредиа, Кения Морета Перес, Присилья Ривера Бренс, Косирис Родригес Андино, Аннерис Варгас Вальдес Тренер — Хорхе Гарбей.
- 2015: Аннерис Варгас Вальдес, Марианне Ферсола Норберто, Бренда Кастильо, Камиль Домингес Мартинес, Ниверка Марте Фрика, Присилья Ривера Бренс, Йонкайра Пенья исабель, Джина Мамбру Касилья, Бетания де ла Крус де Пенья, Ана Йоркира Бинет Стефенс, Брайелин Мартинес, Джинейри Мартинес. Тренер — Маркос Квик.
- 2019: Аннерис Варгас Вальдес, Лисвель Эве Мехия, Бренда Кастильо, Камиль Домингес Мартинес, Ниверка Марте Фрика, Кандида Ариас Перес, Присилья Ривера Бренс, Йонкайра Пенья Исабель, Бетания де ла Крус де Пенья, Брайелин Мартинес, Джинейри Мартинес, Гайла Гонсалес Лопес. Тренер — Маркос Квик.
- 2023: Кандида Ариса Перес, Лисвель Эве Мехия, Виелка Перальта Луна, Бренда Кастильо, Ниверка Марте Фрика, Йокати Перес Флорес, Йонкайра Пенья Исабель, Бетания де ла Крус де Пенья, Брайелин Мартинес, Джинейри Мартинес, Гайла Гонсалес Лопес, Ларисмер Мартинес Каро. Тренер — Маркос Квик.

### Панамериканский Кубок
| - 2002 — 2-е место - 2003 — 2-е место - 2004 — 3-е место - 2005 — 2-е место - 2006 — 3-е место - 2007 — 3-е место - 2008 — 1-е место - 2009 — 2-е место - 2010 — 1-е место - 2011 — 2-е место - 2012 — 4-е место | - 2013 — 2-е место - 2014 — 1-е место - 2015 — 2-е место - 2016 — 1-е место - 2017 — 1-е место - 2018 — 2-е место - 2019 — 2-е место - 2021 — 1-е место - 2022 — 1-е место - 2023 — 4-е место - 2024 — 4-е место |

- 2008: Аннерис Варгас Вальдес, Лисвель Эве Мехия, Сидарка Нуньес, Бренда Кастильо, Кармен Касо Сьерра, Ниверка Марте Фрика, Милагрос Кабраль де ла Крус, Карла Эченике Медина, Синди Рондон Мартинес, Присилья Ривера Бренс, Косирис Родригес Андино, Бетания де ла Крус де Пенья. Тренер — Беато Мигель Крус.
- 2010: Аннерис Варгас Вальдес, Лисвель Эве Мехия, Бренда Кастильо, Ниверка Марте Фрика, Милагрос Кабраль де ла Крус, Жоселина Родригес Сантос, Карла Эченике Медина, Синди Рондон Мартинес, Присилья Ривера Бренс, Джина Мамбру Касилья, Ана Йоркира Бинет Стефенс. Тренер — Маркос Квик.
- 2014: Аннерис Варгас Вальдес, Марианна Ферсола Норберто, Бренда Кастильо, Ниверка Марте Фрика, Кандида Ариас Перес, Росалин Анхелес Рохас, Эрасма Морено Мартинес, Йонкайра Пенья Исабель, Джина Мамбру Касилья, Бетания де ла Крус де Пенья, Ана Йоркира Бинет Стефенс, Брайелин Мартинес. Тренер — Маркос Квик.
- 2016: Аннерис Варгас Вальдес, Винифер Фернандес Перес, Лисвель Эве Мехия, Марианна Ферсола Норберто, Бренда Кастильо, Камиль Домингес Мартинес, Ниверка Марте Фрика, Присилья Ривера Бренс, Йонкайра Пенья Исабель, Джина Мамбру Касилья, Бетания де ла Крус де Пенья, Ана Йоркира Бинет Стефенс, Брайелин Мартинес, Джинейри Мартинес. Тренер — Маркос Квик.
- 2017: Аннерис Варгас Вальдес, Марианна Ферсола Норберто, Бренда Кастильо, Камиль Домингес Мартинес, Ниверка Марте Фрика, Жоселина Родригес Сантос, Эрасма Морено Мартинес, Йонкайра Пенья Исабель, Джина Мамбру Касилья, Бетания де ла Крус де Пенья, Ана Йоркира Бинет Стефенс, Брайелин Мартинес, Джинейри Мартинес, Гайла Гонсалес Лопес. Тренер — Маркос Квик.
- 2018: Аннерис Варгас Вальдес, Марианна Ферсола Норберто, Бренда Кастильо, Камиль Домингес Мартинес, Ниверка Марте Фрика, Кандида Ариас Перес, Марифранчи Родригес, Присилья Ривера Бренс, Йонкайра Пенья Исабель, Джина Мамбру Касилья, Бетания де ла Крус де Пенья, Брайелин Маринес, Гайла Гонсалес Лопес, Ларисмер Мартинес Каро. Тренер — Маркос Квик.
- 2019: Аннерис Варгас Вальдес, Лисвель Эве Мехия, Виелка Перальта Луна, Камиль Домингес Мартинес, Ниверка Марте Фрика, Кандида Ариас Перес, Марифранчи Родригес, Присилья Ривера Бренс, Йонкайра Пенья Исабель, Джина Мамбру Касилья, Бетания де ла Крус де Пенья, Брайелин Мартинес, Гайла Гонсалес Лопес, Ларисмер Мартинес Каро. Тренер — Маркос Квик.
- 2021: Аннерис Варгас Вальдес, Янейрис Родригес Дуран, Алондра Тапия Крус, Бренда Кастильо, Ниверка Марте Фрика, Жеральдин Гонсалес, Йокати Перес Флорес, Маделин Гильен Паредес, Присилья Ривера Бренс, Йонкайра Пенья Исабель, Джинейри Мартинес, Гайла Гонсалес Лопес, Виелка Перальта Луна, Ларисмер Мартинес Каро. Тренер — Маркос Квик.
- 2022: Флоранхель Терреро Контрерас, Янейрис Родригес Дуран, Виелка Перальта Луна, Бренда Кастильо, Ниверка Марте Фрика, Кандида Ариас Перес, Анхелика Инохоса Диас, Камила де ла Роса Эрреро, Маделин Гильен Паредес, Йонкайра Пенья Исабель, Бетания де ла Крус де Пенья, Самарет Карабальо Ариас, Гайла Гонсалес Лопес, Жеральдин Гонсалес. Тренер — Маркос Квик.

### Кубок «Финал четырёх» по волейболу
- 2008 —  2-е место
- 2009 —  3-е место
- 2010 —  1-е место
- 2012 —  1-е место

### Центральноамериканские и Карибские игры
| - 1935 — не участвовала - 1938 — не участвовала - 1946 — 1-е место - 1954 — 2-е место - 1959 — не участвовала - 1962 — 1-е место - 1966 — 3-е место - 1970 — 4-е место - 1974 — 3-е место - 1978 — 3-е место - 1982 — 3-е место | - 1986 — 4-е место - 1990 — 4-е место - 1993 — 4-е место - 1998 — 2-е место - 2002 — 1-е место - 2006 — 1-е место - 2010 — 1-е место - 2014 — 1-е место - 2018 — 1-е место - 2023 — 1-е место |

- 1946: Кармен Луго, Лусиола Питин, Онани Санчес, Марта Агилар, Роса Ламбертус, Мерседес Луго, Алисия Крусадо, Вирхиния Арредондо, Дульсе Колумна, Кискея Оливеро, Альтаграсия Руис, Фантина Батлье. Тренер — Нестор Гонсалес.
- 1962: Алькира Бонилья, Альтаграсия Нуньес, Джованни Сибилия, Нелли Пинеда, Ана Селина Санчес, Маргарита Гонсалес, Марта Хименес, Тереса Конча, Кармен Джэксон, Ана Рикарт. Тренер — Фредди Гомес.
- 2002: Хуана Савиньон Перес, Юделкис Баутиста, Эвелин Карреро Ричардо, Алехандра Касо Сьерра, Аннерис Варгас Вальдес, Индис Новас Гусман, Нурис Ариас Донье, Милагрос Кабраль де ла Крус, Франсия Джэксон Кабрера, Кения Морета Перес, Сидарка Нуньес, Карла Эченике Медина. Тренер — Эктор Ромеро.
- 2006: Аннерис Варгас Вальдес, Эвелин Карреро Ричардо, Кармен Касо Сьерра, Нурис Ариас Донье, Милагрос Кабраль де ла Крус, Хуана Гонсалес Санчес, Карла Эченике Медина, Синди Рондон Мартинес, Присилья Ривера Бренс, Косирис Родригес Андино, Кения Морета Перес, Бетания де ла Крус де Пенья. Тренер — Беато Мигель Крус.
- 2010: Аннерис Варгас Вальдес, Даяна Бургос Эррера, Лисвель Эве Мехия, Бренда Кастильо, Ниверка Марте Фрика, Милагрос Кабраль де ла Крус, Жоселина Родригес Сантос, Карла Эченике Медина, Синди Рондон Мартинес, Присилья Ривера Бренс, Джина Мамбру Касилья, Ана Йоркира Бинет Стефенс. Тренер — Маркос Квик.
- 2014: Аннерис Варгас Вальдес, Марианна Ферсола, Бренда Кастильо, Камиль Домингес, Ниверка Марте Фрика, Кандида Ариас Перес, Присилья Ривера Бренс, Йонкайра Пенья Исабель, Джина Мамбру Касилья, Бетания де ла Крус де Пенья, Ана Йоркира Бинет Стефенс, Брайелин Мартинес. Тренер — Маркос Квик.
- 2018: Аннерис Варгас Вальдес, Лисвель Эве Мехия, Марианна Ферсола Норберто, Бренда Кастильо, Камиль Домингес Мартинес, Ниверка Марте Фрика, Кандида Ариас Перес, Присилья Ривера Бренс, Йонкайра Пенья Исабель, Джина Мамбру Касилья, Ана Йоркира Бинет Стефенс, Брайелин Маринес, Гайла Гонсалес Лопес, Виелка Перальта Луна. Тренер — Маркос Квик.
- 2023: Кандида Ариса Перес, Янейрис Родригес Дуран, Виелка Перальта Луна, Бренда Кастильо, Ниверка Марте Фрика, Алондра Тапия Крус, Жеральдин Гонсалес, Йокати Перес Флорес, Йонкайра Пенья Исабель, Брайелин Мартинес, Джинейри Мартинес, Гайла Гонсалес Лопес. Тренер — Маркос Квик.

### Кубок чемпионов NORCECA
- 2015 —  1-е место
- 2019 —  2-е место

### Карибская серия
- 2019 —  1-е место

### Финал шести NORCECA
- 2024 —  1-е место

## Состав
Сборная Доминиканской Республики в соревнованиях 2024 года (Лига наций, Финал шести NORCECA, Олимпийские игры, Панамериканский Кубок).
| №  | Имя, фамилия                 | Год рождения | Рост | Амплуа      | Клуб                              |
| -- | ---------------------------- | ------------ | ---- | ----------- | --------------------------------- |
| 1  | Кандида Ариас Перес          | 1992         | 194  | центральная | «Азеррейл» Баку                   |
| 2  | Янейрис Родригес Дуран       | 2000         | 171  | либеро      | «Бонао»                           |
| 3  | Лисвель Эве Мехия            | 1991         | 194  | центральная | «Депортиво Хеминис де Комас» Лима |
| 4  | Виелка Перальта Луна         | 1999         | 186  | нападающая  | «Депортиво Хеминис де Комас» Лима |
| 5  | Бренда Кастильо              | 1992         | 167  | либеро      | «Савино Дель Бене» Скандиччи      |
| 6  | Ариана Родригес Фунг         | 2003         | 184  | связующая   | Университет Майами                |
| 7  | Ниверка Марте Фрика          | 1990         | 178  | связующая   | национальная сборная              |
| 8  | Алондра Тапия Крус           | 2004         | 193  | нападающая  | «Тяньцзинь Бохай Бэнк» Тяньцзинь  |
| 9  | Анхелика Инохоса Диас        | 1997         | 186  | центральная | «Сьен Фуэго»                      |
| 11 | Жеральдин Гонсалес           | 2002         | 196  | центральная | «Мирадор» Санто-Доминго           |
| 12 | Йокати Перес Флорес          | 1998         | 178  | связующая   | «Лос Качорррос»                   |
| 15 | Мадлен Гильен Паредес        | 2001         | 186  | нападающая  | «Бандунг Тандамата» Бандунг       |
| 16 | Йонкайра Пенья Исабель       | 1993         | 190  | нападающая  | «Жердау-Минас» Белу-Оризонти      |
| 18 | Бетания де ла Крус де Пенья  | 1987         | 188  | нападающая  | «Омаха Суперновас»                |
| 19 | Флоранхель Терреро Контрерас | 2003         | 188  | центральная | «Депортиво Хеминис де Комас» Лима |
| 20 | Брайелин Мартинес            | 1996         | 201  | нападающая  | «Динамо-Ак Барс» Казань           |
| 21 | Джинейри Мартинес            | 1997         | 190  | центральная | «Ляонин Дунган» Инкоу             |
| 22 | Самарет Карабальо Ариас      | 1999         | 179  | нападающая  | «Бекешчаба»                       |
| 23 | Гайла Гонсалес Лопес         | 1997         | 188  | нападающая  | «Динамо-Ак Барс» Казань           |
| 25 | Ларисмер Мартинес Каро       | 1996         | 174  | либеро      | национальная сборная              |

- Главный тренер —  Маркос Роберто Квик.
- Тренеры —  Вагнер Роша Пашеко, Вилсон Санчес Дуран.